# Pablo Brandán
Pablo Daniel Brandán, mais conhecido como Pablo Brandán (Merlo, 5 de março de 1983), é um futebolista argentino que atua como meia. Atualmente, joga pelo Liaoning Whowin.

## Carreira
Brandán venceu o Campeonato Romeno de Futebol edição 2008-09 com o Unirea Urziceni, sob o comando do técnico Dan Petrescu.
Em fevereiro de 2012, Brandán foi transferido para o Liaoning Whowin da China.

## Títulos
Unirea Urziceni
- Campeonato Romeno de Futebol - 2008-09

Steaua Bucureşti
- Copa da Romênia - 2010–11